# The Fool of Yesterday
The Fool of Yesterday är ett studioalbum av den svenska popartisten Harpo, utgivet 1981 på Sonet Records (i Tyskland gavs skivan ut av Ultraphone). Albumet utgavs på LP och har inte utkommit på CD.
Albumet producerades av Harpo, som även skrev samtliga låtar. Skivan spelades in i Polyvox Studio, KMH Studio, Marcus Studio och Park Studio och mixades i Polar Studios. Den är dedicerad till Harpos häst Starter.

## Låtlista
Alla låtar är skrivna av Harpo.
Sida A
1. "The Fool of Yesterday" – 3:29
2. "Ten Days, Eight Nights, Five Goodbyes and One Hello Later" – 3:15
3. "That's the Way It Is" – 2:10
4. "Mirrors" – 2:42
5. "It's Just a Kiss" – 2:48
6. "Records and Tapes" – 4:50

Sida B
1. "Yes I Do" – 3:06
2. "Good Luck" – 2:36
3. "At Anytime" – 2:05
4. "Aha Uhu" – 3:34
5. "F-a-c-e-s" – 2:25
6. "Rain and Thunder" – 3:51

## Medverkande
- Kalle Bengtsson – foto
- Lasse Gustavsson – tekniker
- Acke Gårdebäck – tekniker
- Harpo – sång, producent
- Chino Mariano – bas (A2–A5, B3), gitarr (A2, A5)
- Erik Romantschicz – bas (A6), trummor (A2–B1, B3–B5), tamburin (A1), timpani (B4)
- Lasse Rosin – tekniker
- Lasse Samuelsson – trumpet (A1)